# بز-قراغان (شهرستان آلای)
بز-قراغان (به لاتین: Boz-Karagan) یک منطقهٔ مسکونی در قرقیزستان است که در شهرستان آلای واقع شده‌است. بز-قراغان ۹۹۲ نفر جمعیت دارد.